# Paul Ginsborg
Paul Anthony Ginsborg (Londres, Reino Unido, 18 de julio de 1945-Florencia, Italia, 11 de mayo de 2022) fue un historiador y teórico político inglés, nacionalizado italiano; fue catedrático de Historia europea en la Universidad de Florencia.
Fue especialista en la historia contemporánea italiana y concretamente en la revolución de 1848 en Venecia y en la época que va desde la posguerra italiana, después de la Segunda Guerra Mundial, hasta la actualidad.

## Datos biográficos
Nació en Londres en 1945. Fue Fellow del Churchill College de la Universidad de Cambridge, donde ha sido profesor en la Facultad de Ciencias Sociales y Políticas. En Italia fue profesor en la Universidad de Siena y en la Universidad de Turín hasta que consiguió la cátedra de Historia europea en la Universidad de Florencia. Desde entonces, en 1992, fue profesor de Historia de Europa contemporánea en la Facultad de Letras de la  Universidad de Florencia.

## Silvio Berlusconi: televisión, poder y patrimonio
En el libro de 2003 Silvio Berlusconi; televisión, poder y patrimonio se muestra cómo la combinación de populismo antidemocrático y poder mediático de Berlusconi le convierte en una gran amenaza para la democracia. El libro es una biografía, tanto pública como privada, del empresario y presidente del Consejo de Ministros de Italia Silvio Berlusconi. Comienza con sus primeras actividades como empresario y playboy hasta la creación de su imperio empresarial Mediaset con el ascenso a la presidencia de la República de Italia.
Analiza las relaciones de carácter comercial, los intereses económicos y los procesos judiciales del presidente de Italia pero sin dejar de exponer la caracterización de la sociedad italiana que ha aupado y permitido el triunfo de una figura como la de Berlusconi.
Tuvo siempre una participación intensa en la política italiana en contra de Silvio Berlusconi. La publicación de su biografía crítica del primer ministro Berlusconi consiguió alzarse en los primeros lugares de las listas de libros más vendidos.
Es conocido por el gran público por haber colaborado con Pancho Pardi en la creación del movimiento del girotondi

## Así no podemos seguir
En el se expone su análisis de la realidad política: la democracia parlamentaria está en crisis; signos evidentes de esa realidad son la corrupción, las estructuras anquilosadas de los partidos políticos y su exclusiva ansia de poder, el desapego de los ciudadano, el gasto de los partidos en las campañas electorales, la decisiva actuación de los medios de comunicación -fundamentalmente la televisión-.  Ante esta situación Ginsborg plantea puede hacer el ciudadano después de votar y si realmente puede hacer algo. Considera Paul Ginsborg que el ciudadano no puede limitarse al voto y debe retomar el control de real de su vida y reconquistar la democracia.

## Obras de Paul Ginsborg
- Pueden consultarse las Publicaciones de Paul Ginsborg en la Universidad de Florencia (enlace roto disponible en Internet Archive; véase el historial, la primera versión y la última)..

Libros en italiano
- 1978 - Daniele Manin e la rivoluzione veneziana del 1848 - 49, (Feltrinelli)
- 1989 - Storia d'Italia dal dopoguerra a oggi. Società e politica 1943-1988 (Einaudi)
- 1994 - Dialogo su Berlinguer, con Massimo D'Alema, Giunti Editore
- 1994 - Le virtù della Repubblica (con Vittorio Foa)
- 1998 - L'Italia del tempo presente. Famiglia, società civile, Stato 1980-1996 (Einaudi 1998)
- 2003 - Berlusconi. Ambizioni patrimoniali in una democrazia mediatica (Einaudi)
- 2006 - Il tempo di cambiare. Politica e potere della vita quotidiana (Einaudi 2004)
- 2006 - La democrazia che non c'è (Einaudi) 2006

Libros en inglés
- 1979 - Daniele Manin and the Venetian revolution of 1848-49, Wersten Printed Services, Bristol
- 1998 -  A History of Contemporary Italy: Society and Politics, 1943-1988, Penguin, London

- 2003 - A History of Contemporary Italy: Society and Politics, 1943-1988, Palgrave Macmillan, 2003 - ISBN 978-1-4039-6153-2

- 2003 - Italy and its discontents: family, civil society, state, 1980-2001, London: Palgrave Macmillan ISBN 1-4039-6152-2 (Review Institute of Historical Research | Review New York Times)
- 2005 - Silvio Berlusconi: television, power and patrimony, London: Verso, 2005 ISBN 1-84467-541-6

Libros en español
- 2006 - Silvio Berlusconi. Televisión, poder y patrimonio, Editorial Foca, ISBN 978-84-95440-83-9, 200 págs.
- 2010 - Así no podemos seguir. Participación ciudadana y democracia parlamentaria, Editorial Los libros del lince, Colección Sin Fronteras, ISBN 978-84-936536-8-2, 280 págs.[4]